# Llista d'alcaldes d'Osaka
L'alcalde d'Osaka (大阪市長, Ōsaka-shichō) és la màxima autoritat política a la ciutat d'Osaka, capital de la prefectura homònima, al Japó. L'alcalde representa el poder executiu a la ciutat, mentres que el Consell Municipal d'Osaka, ho fa amb el poder legislatiu. Des de l'any 1947 és elegit de manera directa mitjançant unes eleccions exclusives. L'actual alcalde és n'Ichirō Matsui, del Partit de la Restauració d'Osaka.

## Història
L'any 1889 es fundà el municipi d'Osaka d'acord amb les lleis del nou règim eixides de la restauració Meiji, i tant en el cas d'Osaka, com el de Tòquio o Kyoto, on no s'instituí la figura de l'alcaldes, sinó que va ser el governador d'Osaka qui va encarregar-se de la gestió de la ciutat juntament amb el Consell Municipal d'Osaka. L'any 1898 el govern japonés abolix el sistema de municipis especials, passant a tindre alcalde les tres ciutats abans esmentades. Durant l'elecció del primer alcalde, alguns membres del consell recomanaren a en Yoshizaemon Sumitomo, prohom de la ciutat, pel seu bon nom; però finalment fou elegit Tahee Tamura el 12 d'octubre de 1898, un comerciant del districte de Minato. El termini del mandat s'establí aleshores en sis anys. Fins al 1947 tots els alcaldes van estar triats pels consellers del govern municipal, però després de la Segona Guerra Mundial, el socialista Hirō Kondō va ser el primer alcalde elegit per sufragi directe. Des que s'instituí l'elecció directa de l'alcalde, el termini del mandat és de quatre anys. L'actual alcalde des de 2019 és n'Ichirō Matsui, sent el 21é alcalde d'Osaka i l'11é elegit per sufragi directe.

## Llista
En aquesta llista es presenten els alcaldes de la ciutat des de la seua fundació:
| Nomenats pel Consell Municipal d'Osaka (1898-1947) |                   |                                 |                        |                        |                                        |
| 1                                                  |                   | Tahee Tamura (1850-1922)        | 12 d'octubre de 1898   | 10 d'agost de 1901     | Independent                            |
| 1                                                  | 2 anys, 302 dies  | Tahee Tamura (1850-1922)        |                        |                        | Independent                            |
| 2                                                  |                   | Sadakichi Tsuruhara (1857-1914) | 31 d'agost de 1901     | 20 de juliol de 1905   | Associació Pro Govern Constitucional   |
| 2                                                  | 3 anys, 323 dies  | Sadakichi Tsuruhara (1857-1914) |                        |                        | Associació Pro Govern Constitucional   |
| 3                                                  |                   | Shigetake Yamashita (1847-1919) | 11 de desembre de 1905 | 20 de desembre de 1909 | Independent                            |
| 3                                                  | 4 anys, 9 dies    | Shigetake Yamashita (1847-1919) |                        |                        | Independent                            |
| 4                                                  |                   | Shunpei Uemura (1863-1941)      | 8 d'agost de 1910      | 25 de juliol de 1912   | Independent                            |
| 4                                                  | 1 any, 352 dies   | Shunpei Uemura (1863-1941)      |                        |                        | Independent                            |
| 5                                                  |                   | Kaneyuki Kimotsuki (1853-1922)  | 17 de gener de 1913    | 1 d'agost de 1913      | Independent                            |
| 5                                                  | 0 anys, 196 dies  | Kaneyuki Kimotsuki (1853-1922)  |                        |                        | Independent                            |
| 6                                                  |                   | Shirō Ikegami (1857-1929)       | 15 d'octubre de 1913   | 9 de novembre de 1923  | Independent                            |
| 6                                                  | 10 anys, 25 dies  | Shirō Ikegami (1857-1929)       |                        |                        | Independent                            |
| 7                                                  |                   | Hajime Seki (1873-1935)         | 30 de novembre de 1923 | 26 de gener de 1935    | Independent                            |
| 7                                                  | 11 anys, 57 dies  | Hajime Seki (1873-1935)         |                        |                        | Independent                            |
| 8                                                  |                   | Takeo Kagami (1890-1936)        | 12 de febrer de 1935   | 20 de juliol de 1936   | Independent                            |
| 8                                                  | 1 any, 159 dies   | Takeo Kagami (1890-1936)        |                        |                        | Independent                            |
| 9                                                  |                   | Muneji Sakama (1886-1974)       | 20 de juliol de 1936   | 23 d'agost de 1945     | Associació de Suport al Règim Imperial |
| 9                                                  | 9 anys, 34 dies   | Muneji Sakama (1886-1974)       |                        |                        | Associació de Suport al Règim Imperial |
| 10                                                 |                   | Mitsuji Nakai (1892-1968)       | 8 de setembre de 1945  | 13 de desembre de 1946 | Independent                            |
| 10                                                 | 1 any, 96 dies    | Mitsuji Nakai (1892-1968)       |                        |                        | Independent                            |
| Elecció pública (1947-present)                     |                   |                                 |                        |                        |                                        |
| 11                                                 |                   | Hirō Kondō (1888-1966)          | 7 d'abril de 1947      | 4 d'abril de 1951      | Partit Socialista del Japó             |
| 11                                                 | 3 anys, 362 dies  | Hirō Kondō (1888-1966)          |                        |                        | Partit Socialista del Japó             |
| 12                                                 |                   | Mitsuji Nakai (1892-1968)       | 25 d'abril de 1951     | 23 de març de 1963     | Partit Democràtic                      |
| 12                                                 | 11 anys, 332 dies | Mitsuji Nakai (1892-1968)       |                        |                        | Partit Democràtic                      |
| 13                                                 |                   | Kaoru Chūma (1904-1971)         | 19 d'abril de 1963     | 8 de novembre de 1971  | Independent (PSJ, PCJ i PDS)           |
| 13                                                 | 8 anys, 203 dies  | Kaoru Chūma (1904-1971)         |                        |                        | Independent (PSJ, PCJ i PDS)           |
| 14                                                 |                   | Yasushi Ōshima (1915-2010)      | 20 de desembre de 1971 | 18 de desembre de 1987 | Independent (PLD, PSJ, KMT i PDS)      |
| 14                                                 | 15 anys, 363 dies | Yasushi Ōshima (1915-2010)      |                        |                        | Independent (PLD, PSJ, KMT i PDS)      |
| 15                                                 |                   | Masaya Nishio (1926-1998)       | 19 de desembre de 1987 | 18 de desembre de 1995 | Independent                            |
| 15                                                 | 7 anys, 364 dies  | Masaya Nishio (1926-1998)       |                        |                        | Independent                            |
| 16                                                 |                   | Takafumi Isomura (1930-2007)    | 19 de desembre de 1995 | 18 de desembre de 2003 | Independent (PLD, KMT)                 |
| 16                                                 | 7 anys, 364 dies  | Takafumi Isomura (1930-2007)    |                        |                        | Independent (PLD, KMT)                 |
| 17                                                 |                   | Junichi Seki (1935)             | 19 de desembre de 2003 | 18 de desembre de 2007 | Independent (PLD, KMT)                 |
| 17                                                 | 3 anys, 364 dies  | Junichi Seki (1935)             |                        |                        | Independent (PLD, KMT)                 |
| 18                                                 |                   | Kunio Hiramatsu (1948)          | 19 de desembre de 2007 | 18 de desembre de 2011 | Independent (PD, NPP, PSD)             |
| 18                                                 | 3 anys, 364 dies  | Kunio Hiramatsu (1948)          |                        |                        | Independent (PD, NPP, PSD)             |
| 19                                                 |                   | Tōru Hashimoto (1969)           | 19 de desembre de 2011 | 18 de desembre de 2015 | Partit de la Restauració d'Osaka       |
| 19                                                 | 3 anys, 364 dies  | Tōru Hashimoto (1969)           |                        |                        | Partit de la Restauració d'Osaka       |
| 20                                                 |                   | Hirofumi Yoshimura (1975)       | 19 de desembre de 2015 | 21 de març de 2019     | Partit de la Restauració d'Osaka       |
| 20                                                 | 3 anys, 92 dies   | Hirofumi Yoshimura (1975)       |                        |                        | Partit de la Restauració d'Osaka       |
| 21                                                 |                   | Ichirō Matsui (1964)            | 8 d'abril de 2019      | 7 d'abril de 2023      | Partit de la Restauració d'Osaka       |
| 21                                                 | 3 anys, 364 dies  | Ichirō Matsui (1964)            |                        |                        | Partit de la Restauració d'Osaka       |